# ستيفن غريغوري (ممثل)
ستيفن غريغوري (بالإنجليزية: Stephen Gregory)‏ هو ممثل أمريكي، ولد في 11 فبراير 1965 في الولايات المتحدة.

## وصلات خارجية
- ستيفن غريغوري على موقع IMDb (الإنجليزية)
- ستيفن غريغوري على موقع قاعدة بيانات الأفلام السويدية (السويدية)
- ستيفن غريغوري على موقع قاعدة بيانات الفيلم (الإنجليزية)